# Alex Milway
Alex Milway (1978) is een Engelse illustrator, schrijver en animator. Hij heeft onder andere de boekenreeks Hotel Flamingo geschreven.

## Biografie
Alex Milway werd geboren in het Engelse Hereford. Hij ging naar de kunstacademie in Shrewsbury toen hij 16 jaar oud was. Hij verhuisde naar London waar hij vooral aan tijdschriften werkte, toen hij zijn liefde voor schrijven ontdekte. Nu is hij een freelance schrijver en illustrator, hij combineert beide waar mogelijk.
Bij het Nederlandse Lemniscaat verschenen eerder zijn Hotel Flamingo en Elandeiland boeken.
- Biblioteca Nacional de España: XX6369884
- Virtual International Authority File: 86050834